# Metre plegable

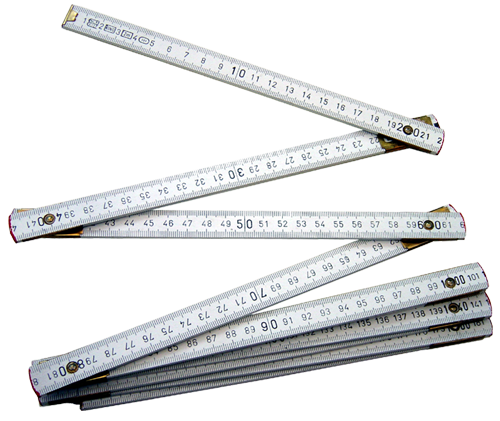
Doble-metre plegable de fusta pintada

El metre plegable, metre de fuster o metre de paleta és un instrument de mesura que s'utilitza en la construcció, fusteria i bricolatge.
És un estri de fusta o d'altra matèria dura (alumini, plàstic), articulat i plegable. Sol ser d'un metre o dos metres de llargària amb segments plegables de 20cm. Té l'avantatge de la seva rigidesa i que no s'ha de desenrotllar. El doble metre plegable de paleta tradicional era de fusta, groc, compost per deu segments de vint centímetres units per reblons amb un ressort per ajustar els diferents segments en la posició tancada, oberta o en angles intermedis.
La directiva europea CE 2004/22 especifica les normes de precisió que s'han de trobar a una de les extremitats del metre. Certs metres tenen el sistema mètric d'un costat i polzades a l'altre costat.

## En l'art
L'escriptor francès François Cavanna en la seva novel·la autobiogràfica Les Ritals relata com el seu pare, paleta analfabet italià que va emigrar a França, recollia els trossos trencats de metres en les obres on treballava i per estalviar, com molts altres del seu ram, els acoblava fent metres sencers sense mirar els nombres marcats.